# Liste der kammermusikalischen Werke Schuberts
Liste kammermusikalischer Werke Franz Schuberts (Auswahl)

## Streichtrios
- Streichtrio in B-Dur (D 471) (1816)
- Streichtrio in B-Dur (D 581) (1817)

## Streichquartette
- Streichquartett Nr. 1 in wechselnden Tonarten (D 18) (1810 oder 1811)
- Streichquartett Nr. 2 in C-Dur (D 32) (1812)
- Streichquartett Nr. 3 in B-Dur (D 36) (1812–13)
- Streichquartett Nr. 4 in C-Dur (D 46) (1813)
- Streichquartett Nr. 5 in B-Dur (D 68) (1813)
- Streichquartett Nr. 6 in D-Dur (D 74) (1813)
- Streichquartett Nr. 7 in D-Dur (D 94) (1811 oder 1812)
- Streichquartett Nr. 8 in B-Dur (D 112) (1814)
- Streichquartett Nr. 9 in g-Moll (D 173) (1815)
- Streichquartett Nr. 10 in Es-Dur (D 87) (1813)
- Streichquartett Nr. 11 in E-Dur (D 353) (1816)
- Streichquartett Nr. 12 in c-Moll „Quartettsatz“ (D 703) (1820)
- Streichquartett Nr. 13 in a-Moll „Rosamunde“ (D 804) (1824)
- Streichquartett Nr. 14 in d-Moll „Der Tod und das Mädchen“ (D 810) (1824)
- Streichquartett Nr. 15 in G-Dur (D 887) (1826)

## Streichquintett
- Streichquintett in C-Dur (D 956) (1828)

## Werke für Violine und Klavier
- Sonat[in]e Nr. 1 in D-Dur (D 384) (1816)
- Sonat[in]e Nr. 2 in a-Moll (D 385) (1816)
- Sonat[in]e Nr. 3 in g-Moll (D 408) (1816)
- Sonate in A-Dur (D 574) (1817)
- Rondeau brillant in h-Moll (D 895) (1826)
- Fantasie in C-Dur (D 934) (1827)

## Flöte und Klavier
- Introduktion und Variationen e-Moll über „Trockne Blumen“ (D 802) (1824)

## Arpeggionesonate
- Sonate in a-Moll für Arpeggione und Klavier (D 821) (1824)

Als besonderes musikalisches Augenmerk gilt es zu beachten, dass im 2. Satz der Arpeggionesonate die ersten beiden Takte des 2. Satzes der 2. Sinfonie von Beethoven eine Quinte höher zitiert werden.

## Klaviertrios
- Klaviertrio Nr. 1 in B-Dur (D 898) (1828)
- Klaviertrio Nr. 2 in Es-Dur (D 929) (1827)
- Notturno in Es-Dur Op. 148 (D 897) (1828)
- Klaviertrio B-Dur („Sonatensatz“) (D 28) (1812)

## Klavierquintett
- Klavierquintett in A-Dur „Forellenquintett“ (D 667) (1819)

## Oktett
- Oktett für Klarinette, Fagott, Horn, 2 Vi, Va, Vc, Kb in F-Dur (D 803) (1824)